# Pygopleurus distinctus
Pygopleurus distinctus är en skalbaggsart som beskrevs av Franz Faldermann 1835. Pygopleurus distinctus ingår i släktet Pygopleurus och familjen Glaphyridae. Inga underarter finns listade i Catalogue of Life.